# 유랑극단 (영화)
《유랑극단》(O Thiassos, The Travelling Players)은 그리스에서 제작된 테오도로스 앙겔로플로스 감독의 1975년 드라마, 서사, 전쟁 영화이다. 에바 코타마니듀 등이 주연으로 출연하였다. 1939년부터 1942년 사이의 20세기 중반 그리스의 역사를 추적해나간다.

## 출연

### 주연
- 에바 코타마니듀

### 조연
- 알리키 조르줄리
- 스트라토스 파히스
- 마리아 바실리우
- 반젤리스 카잔
- 페트로스 자르카디스
- 키리아코스 카트리바노스
- 지아니스 피리오스
- 니나 파파자피로폴루
- 알렉코스 보비스
- 그리고리스 에반겔라토스
- 코스타 스틸리아리스